# Štefan Margita
Štefan Margita (* 3. srpna 1956 Košice) je operní pěvec – tenor slovenského původu, žijící v Praze. V minulosti již působil na scénách světových operních domů v milánské La Scale, londýnské Covent Garden a v roce 2008 i v newyorské Metropolitní opeře. Mezi jeho stěžejní repertoár patří opery Leoše Janáčka (Káťa Kabanová, Z mrtvého domu, Osud) a postava Tambourmajora z opery Vojcek od Albana Berga, s níž vystoupil v Paříži, Římě či Berlíně.

## Profesní kariéra
Nejdříve byl žákem na Umělecko-průmyslové škole v Košicích, kde vystudoval obor fotografie. Potom krátce praktikoval jako fotograf. Dále nastoupil na košickou konzervatoř, kde byl posluchačem profesorky Ludmily Šomorjaiové. V roce 1981 se stal členem souboru zpěvohry divadla v Prešově, odkud přešel na operní scénu v Košicích (1983–1986). V roce 1986 zvítězil na Pražském jaru a v srpnu téhož roku získal angažmá v opeře Národního divadla v Praze. V této době (1987–1991) byl současně sólistou Vídeňské Volksoper. V roce 1992 pak přešel do stálého angažmá ve Státní opeře Praha (1992–1994).
Od roku 1998 působí jako svobodný umělec bez stálého pracovního poměru. V zastoupení jedné švýcarské agentury se již po dvě desetiletí specializuje na repertoár slovanských skladatelů (má rád Leoše Janáčka) a na opery Richarda Wagnera. Opakovaně je zván k hostování do Chicaga. V Metropolitní opeře v New Yorku vystoupil poprvé v roce 2009 v Janáčkově opeře Z mrtvého domu jako Luka Kuzmič. V sezóně 2012–2013 zde vystupoval jako Loge ve Wagnerově opeře Zlato Rýna (Das Rheingold). Bůh ohně Loge ve Wagnerově opeře Zlato Rýna se uvádí jako Margitova životní role. Během své pěvecké kariéry se opakovaně vrací také na jeviště Národního divadla v Praze. V roce 2015 zde vytvořil postavu Luky Kuzmiče v Janáčkově „sibiřské“ opeře Z mrtvého domu v inscenaci Daniela Špinara. Se stejným režisérem spolupracoval i v roce 2018 na opeře Billy Budd od Benjamina Brittena, kde ztvárnil tragickou roli Captaina Vera.
V roce 2019 vystoupil ve Stuttgartské Státní opeře jako braniborský kurfiřt Friedrich Wilhelm v Henzeho opeře Princ z Homburgu. Roku 2020 debutoval v roli Aigistha ve Straussově opeře Elektra ve Valencii.
Od roku 1992 až do jejího úmrtí v roce 2022 byl ženatý se zpěvačkou Hanou Zagorovou. Manželé adoptovali zpěváka Michala Kindla, pocházejícího z Příbrami, s partnerkou Barbarou, jimž se v červnu 2021 narodila dcera Adelain Stephanie Kindl. Dne 28. října 2017 převzal z rukou českého prezidenta Miloše Zemana medaili Za zásluhy.